# Iryna Shymanovich
Iryna Shymanovich (Minsk, 30 de junio de 1997) es una tenista profesional de bielorrusa. 
Shymanovich tiene un ranking de individuales WTA más alto de su carrera, n.º 200, logrado el 3 de abril de 2023. También tiene un ranking WTA más alto de su carrera, n.º 94 en dobles, logrado el 10 de abril de 2023.

## Títulos WTA (1; 0+1)

### Dobles (1)
| Leyenda              |
| -------------------- |
| Grand Slam (0)       |
| Juegos Olímpicos (0) |
| WTA Finals (0)       |
| WTA 1000 (0)         |
| WTA 500 (0)          |
| WTA 250 (1)          |

| N.º | Fecha              | Torneos | Superficie    | Pareja            | Oponentes en la final               | Resultado        |
| --- | ------------------ | ------- | ------------- | ----------------- | ----------------------------------- | ---------------- |
| 1.  | 8 de abril de 2023 | Bogotá  | Tierra batida | Irina Khromacheva | Oksana Kalashnikova Katarzyna Piter | 6-1, 3-6, [10-6] |

## Títulos WTA 125s

### Dobles (3–0)
| Resultado | Fecha                 | Torneos         | Superficie    | Pareja              | Oponentes en la final                | Resultado        |
| --------- | --------------------- | --------------- | ------------- | ------------------- | ------------------------------------ | ---------------- |
| Campeona  | 25 de febrero de 2024 | Puerto Vallarta | Dura          | Renata Zarazúa      | Angelica Moratelli Camilla Rosatello | 6-2, 7-6(1)      |
| Campeona  | 8 de junio de 2024    | Makarska        | Tierra batida | Sabrina Santamaria  | Nao Hibino Oksana Kalashnikova       | 6-4, 3-6, [10-6] |
| Campeona  | 14 de julio de 2024   | Contrexéville   | Tierra batida | Oksana Kalashnikova | Wu Fang-hsien Zhang Shuai            | 5-7, 6-3, [10-7] |